# مدرسة كالوسديان الأرمنية
مدرسة كالوسديان الأرمنية هي مدرسة أرمنية تقع في مدينة القاهرة, مصر.

## الروابط الخارجية
1. ↑  The Kalousdian 2004 Website from the Web Archive نسخة محفوظة 21 مارس 2020 على موقع واي باك مشين.

- video: The Kalousdian 1987 Documentary Movie(Armenian)
- csmonitor